# 32 (číslo)
Třicet dva je přirozené číslo. Následuje po číslu třicet jedna a předchází číslu třicet tři. Řadová číslovka je třicátý druhý nebo dvaatřicátý. Římskými číslicemi se zapisuje XXXII.

## Matematika
Třicet dva je
- deváté šťastné číslo
- 11+22+33

## Chemie
- 32 je atomové číslo germania

## Umění
- počet dokončených očíslovaných klavírních sonát Ludwiga van Beethovena

## Ostatní
- teplota tání vody ve stupních Fahrenheita
- počet černých a bílých políček (zvlášť) a figurek na hracím poli na začátku hry šachu
- počet týmů v National Football League
- počet zubů ve zdravém dospělém chrupu (i se zubem moudrosti)
- kód pro mezeru v ASCII a Unicode
- náboj .32 ACP
- +32 je mezinárodní telefonní předvolba Belgie

## Roky
- 32
- 32 př. n. l.
- 1932